# Софиологија
Софиологија (рус. Софиология), погрдно софијанство или софизам, контроверзна је школа мишљења у руском православљу која сматра да се Божанска мудрост (или Софија) треба поистоветити са Божјом суштином, и да се Божанска мудрост на неки начин изражава у свету као ’стваралачка’ мудрост. Овај појам се често схвата као увођење женске „четврте хипостазе” у Свету Тројицу.

## Историјат
Софиологија има своје корене у раном модерном периоду, али су је као експлицитну теолошку доктрину први пут формулисали током 1890-1910-их Владимир Соловјов (1853–1900), Павле Флоренски (1882–1937) и Сергеј Булгаков (1871–1944). За Булгакова, Богородица је била душа света и „пнеуматофорна ипостас”, булгаковски неологизам.
Током 1935. Московска патријаршија и Архијерејски сабор Руске православне заграничне цркве осудили су делове доктрине Сергеја Булгакова о Софији.
Џонсон (1993) и Михен (1996) су уочили паралеле између руске „софиолошке” контроверзе и дебате о роду Бога у западној феминистичкој теологији.